# Dr. Cyclops

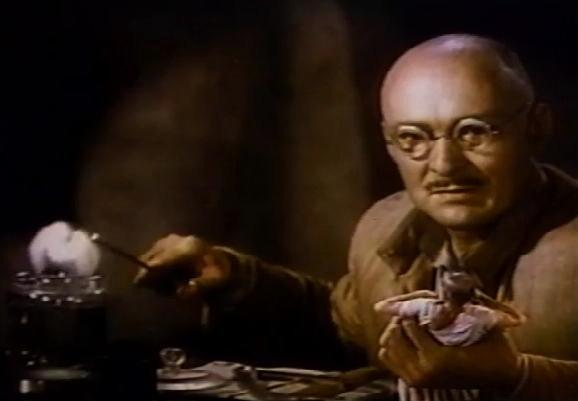
Albert Dekker în Dr. Cyclops

Dr. Cyclops este un film SF de groază american din 1940 regizat de Ernest B. Schoedsack. În rolurile principale joacă actorii Albert Dekker, Thomas Coley, Victor Kilian, Janice Logan, Charles Halton, Frank Yaconelli și Albert Dekker. Este distribuit de Paramount Pictures. A fost nominalizat la Premiul Oscar pentru cele mai bune efecte vizuale (Farciot Edouart, Gordon Jennings) la a 13-a ediție.

## Distribuție
- Albert Dekker ca Dr. Thorkel
- Thomas Coley ca Bill Stockton
- Janice Logan ca Dr. Mary Robinson
- Charles Halton ca Dr. Bulfinch
- Victor Kilian ca Steve Baker
- Frank Yaconelli ca Pedro
- Paul Fix ca Dr. Mendoza
- Frank Reicher ca Profesorul Kendall

## Istoria filmului
Dr. Cyclops a fost regizat de Ernest B. Schoedsack, cel care a fost responsabil și cu realizarea filmului King Kong din 1933. La fel ca primul film, acesta implică o expediție în junglă în căutarea unei descoperiri științifice. Filmul este prima peliculă americană științifico-fantastică realizată în Technicolor.